# لیمو ترش (فیلم ۱۳۸۹)
لیمو ترش فیلمی به کارگردانی سید جواد رضویان  و نویسندگی علیرضا مسعودی در سال ۱۳۸۹ ساخته شده است. این فیلم محصول کشور ایران و در ژانر کمدی و اجتماعی می‌باشد. در این فیلم سیدجواد رضویان، ارژنگ امیرفضلی، هوشنگ حریرچیان، مارال فرجاد، کتایون امیرابراهیمی به ایفای پرداخته‌اند.

## خلاصه فیلم
بهروز پرستار یک پیرمرد ثروتمند به نام مظفر, مشغول به کار ‌شود. و شوهر خواهر او سعی در ازدواج عمه بیوه اش با مظفر دارد اما مظفر, مادر بهروز را می‌بیند و تصمیم می‌گیرد که با او ازدواج کند. این در حالیست که عموی بهروز, پس از سال‌ها از ژاپن برمی‌گردد و می‌خواهد طبق رسم خانوادگی‌شان با همسر برادر مرحومش ازدواج کند…

## بازیگران
- سید جواد رضویان  - سیاوش
- ارژنگ امیرفضلی - بهروز
- هوشنگ حریرچیان - مظفرخان
- کتایون امیرابراهیمی -
- مارال فرجاد - میترا
- گیتی معینی - مادر بهروز
- حسین محب‌اهری - پدر سیاوش
- احمد پورمخبر - عمو خسرو
- سید رضا حسینی
- بهروز خوش فطرت
- شهرام آریا